# Youstin Salas
Youstin Delfin Salas Gómez (ur. 17 czerwca 1996 w Guápiles) – kostarykański piłkarz występujący na pozycji defensywnego lub środkowego pomocnika lub prawego obrońcy, reprezentant Kostaryki, od 2024 roku zawodnik Deportivo Saprissa.
Jego brat Reimond Salas również jest piłkarzem.